# Yirga
Yirga est une localité située dans le département de Dori de la province du Séno dans la région Sahel au Burkina Faso.